# (474084) 2016 JD36
(474084) 2016 JD36 es un asteroide perteneciente al cinturón de asteroides, descubierto el 24 de noviembre de 2009 por el equipo del Spacewatch desde el Observatorio Nacional de Kitt Peak, Arizona, Estados Unidos.

## Designación y nombre
Designado provisionalmente como 2016 JD36.

## Características orbitales
2016 JD36 está situado a una distancia media del Sol de 2,764 ua, pudiendo alejarse hasta 3,152 ua y acercarse hasta 2,376 ua. Su excentricidad es 0,140 y la inclinación orbital 11,90 grados. Emplea 1678 días en completar una órbita alrededor del Sol.

## Características físicas
La magnitud absoluta de 2016 JD36 es 16,649.